# نساء عاشقات (فلم)
نساء عاشقات (بالإنجليزية: Women in Love) هو فيلم دراما تم إنتاجه في المملكة المتحدة وصدر في سنة 1969.

## بطولة
- أوليفر ريد
- غليندا جاكسون

### ترشيحات وجوائز
| السنة | الحدث | الفئة             | النتيجة  |
| ----- | ----- | ----------------- | -------- |
|       |       | أوسكار أحسن ممثلة | فـــــوز |

## الميزانية والإيرادات
بلغت تكلفة إنتاج الفيلم حوالي 1.6 مليون دولار بينما حقق أرباحا تقدر بـ 1.2 مليون دولار (/كندا),4.5 مليون (عالمياً).

## وصلات خارجية
- مقالات تستعمل روابط فنية بلا صلة مع ويكي بيانات